# Pseudogalleria amethystina
Pseudogalleria amethystina är en fjärilsart som beskrevs av Diakonoff 1953. Pseudogalleria amethystina ingår i släktet Pseudogalleria och familjen vecklare. Inga underarter finns listade i Catalogue of Life.